# Średniak (Góry Sowie)
 Średniak (niem. Mittel-Berg) – szczyt (700 m n.p.m.) w południowo-zachodniej Polsce, w Sudetach Środkowych.
Szczyt położony w środkowej części Gór Sowich, zbudowany z prekambryjskich paragnejsów i migmatytów, porośnięty lasem bukowym. 